# إسنا (مغنية)
إستر نارا يون (من مواليد 7 نوفمبر 1987)، اشتهرت باسمها المسرحي إسنا (الكورية: 에스 나 ، منمقة باسم eSNa) ، مغنية وكاتبة أغاني كورية أمريكية نشطة في كوريا الجنوبية. تم إصدار أول مسرحيتها الموسعة ، eSNa The Singer ، في أكتوبر 2015. وقد كتبت أيضًا أغانٍ لفنانين آخرين ، بما في ذلك الأغنية المنفردة الناجحة "Some" لعام 2014.